# Тушнова, Вероника Михайловна
Верони́ка Миха́йловна Тушно́ва (14 [27] марта 1911, Казань — 7 июля 1965, Москва) — русская советская поэтесса и переводчица, писавшая в жанре любовной лирики. Член Союза писателей СССР (1946). На её стихи были написаны популярные песни: «Не отрекаются любя», «А знаешь, всё ещё будет!..», «Сто часов счастья» и другие.
По результатам проведённого в 2015 году журналом «Русский репортёр» социологического исследования, включающего русскую и мировую классику, текст стихотворения «Не отрекаются любя» занял 36 место в топ-100 самых популярных в России поэтических строк.

## Загадка года рождения
В ряде биографических статей и автобиографий годом рождения Тушновой указан 1915 год. Даты 1915—1965 выгравированы на памятнике на могиле Вероники Михайловны на Ваганьковском кладбище, так пожелала незадолго до кончины сама поэтесса. Однако в материалах Казанского литературного музея им. М. Горького и вышедшем в 2012 году в «Золотой серии поэзии» сборнике Тушновой «За это можно всё отдать», составителем которого являлась дочь поэтессы Наталья Розинская, утверждается, что Вероника Михайловна родилась 27 марта 1911 года. Клуб любителей поэзии Вероники Тушновой провёл исследование и нашёл выписку из метрической книги о её крещении в 1911 году. Эту дату подтвердила и дочь поэтессы Н. Розинская. 1911 год рождения подтверждается также фактом того, что школу Тушнова окончила в 1928 году и в том же году поступила на медицинский факультет Казанского университета, что в возрасте 13 лет было никак невозможно.
В 2011 году во многих городах России прошли юбилейные литературные мероприятия, посвящённые 100-летию Вероники Тушновой.

## Биография и обзор творчества
Родилась в семье учёного, профессора Казанского ветеринарного института Михаила Павловича Тушнова (1879—1935). Мать — Александра Георгиевна Тушнова (Постникова) (1890—1945), выпускница Высших женских Бестужевских курсов. В Казани семья жила в доме на Большой Казанской улице (ныне — Большая Красная), затем на улице Миславского. Летом — на Волге, в Шеланге. Память о родных волжских просторах всю жизнь питала творчество Вероники. Психические расстройства сопровождали её всю жизнь.
В 1928 году окончила в Казани одну из лучших школ города — № 14 им. А. Н. Радищева с углублённым изучением языков. Первым заметил литературную одарённость Тушновой её школьный учитель литературы Борис Николаевич Скворцов, нередко читавший её сочинения вслух как образцовые. После школы, по настоянию отца, видевшего в ней будущего врача, поступила на медицинский факультет Казанского университета. Биографы особо отмечают властный и деспотичный характер отца Вероники, в семье всё подчинялось его желаниям и воле, вплоть до распорядка дня, подачи на стол обеда или ужина.
В 1931 году в связи с переводом отца во Всесоюзный институт экспериментальной медицины (ВИЭМ) семья переехала из Казани в Ленинград, где Тушнова продолжила учиться в мединституте. Вскоре семья переезжает в Москву, где отец как известный учёный получает квартиру на Новинском бульваре. Поступила в аспирантуру при кафедре гистологии ВИЭМ. В столице занялась живописью, тогда же началось серьёзное увлечение поэзией. В 1938 вышла замуж за врача-психиатра Юрия Розинского. В этом же году были опубликованы первые стихи.
В 1941 году, по совету читавшей её стихи Веры Инбер, поступает в Литературный институт им. А. М. Горького. Но учиться там не довелось: с началом Великой Отечественной войны вместе с матерью и маленькой дочкой Наташей эвакуировалась в Казань, где работала палатным врачом нейрохирургического госпиталя для раненых бойцов Красной Армии. Через два года, в феврале 1943 года, возвращается в Москву, работает врачом-ординатором в госпитале. Первый брак распадается.
В 1944 году в «Новом мире» публикуется её стихотворение «Хирург», посвящённое многоопытному операционному эскулапу Н. Л. Чистякову, работавшему в этом же госпитале. Также в 1944 году в «Комсомольской правде» печатается цикл «Стихи о дочери», который получает широкий читательский отклик.
Дебютным сборником стихов и поэм стала «Первая книга» (1945), вышедшая в издательстве «Молодая гвардия». Творчеством Тушновой был очарован знаменитый актёр Василий Качалов, который, по словам его биографа В. В. Виленкина, «зачитывал» домашних и гостей стихами Вероники.
В 1947 году участвовала в первом Всесоюзном совещании молодых писателей.
Второй сборник Тушновой — «Пути-дороги» — вышел только через 9 лет после первого, в 1954. С наибольшей полнотой обострённое лирическое чувство поэтессы раскрылось в последние годы жизни в сборниках «Память сердца» (1958), «Сто часов счастья» (1965) и других, в которых она размышляет о высокой любви, о глубоких человеческих отношениях.
Вела творческий семинар в Литературном институте им. А. М. Горького. Работала рецензентом в издательстве «Художественная литература», очеркистом в газете, переводила с бенгали (с подстрочников) Р. Тагора. Плодотворное сотрудничество и дружба связывали Тушнову с сербской поэтессой Десанкой Максимович, которой она посвятила оригинальные стихи. Известны переводы с татарского Габдуллы Тукая.
Большой интерес представляют путевые стихи Тушновой, написанные по мотивам частых поездок по стране, рисующие современный её быт и своеобразную атмосферу аэропортов, вокзалов, поездов. Наблюдения, размышления и переживания в дороге органично вплетены в лирические и любовные сюжеты.
Наиболее известное стихотворение Тушновой, обессмертившее её имя — «Не отрекаются, любя» (написано в 1944). Романс на музыку Марка Минкова впервые прозвучал в 1976 году в спектакле Московского театра им. Пушкина, но хитом стал в 1977 году в исполнении Аллы Пугачёвой. На протяжении десятилетий пользуется неизменным успехом у слушателей. Сама Пугачёва позже называла песню главной в своём репертуаре, признаваясь, что во время исполнения её прошибает слеза и что за это чудо можно дать Нобелевскую премию.
Весной 1965 года Вероника Михайловна тяжёло заболела и оказалась в больнице. Скончалась в Москве 7 июля 1965 года от рака. Похоронена на Ваганьковском кладбище вместе с родителями (20-й участок).

## Личная жизнь
Дважды была замужем, оба брака распались. От первого брака с врачом-психиатром Юрием Борисовичем Розинским (1907—1961) родилась дочь Наталья Розинская (1939—2017) — филолог, работала в «Литературной газете». Внуки — Наталья Пелехацкая (работает на Радио «Орфей» — директор по связям с общественностью) и Михаил (Майк) Логинов (журналист, писатель, автор книг «Эликсир для избранных» и «Десять писем к подругам»). Правнук Илья, правнучки — Елена и Наталья.
Вторым мужем Тушновой (с начала 1950-х годов) был Юрий Павлович Тимофеев, литератор, главный редактор издательства «Детский мир». Прожили они вместе около 10 лет, расставание было очень тяжёлым.
Последние годы жизни Вероника была влюблена в вологодского поэта Александра Яшина, что оказало сильное влияние на её лирику. По свидетельствам, первые читатели этих стихов не могли избавиться от ощущения, что у них на ладони лежит «пульсирующее и окровавленное сердце, нежное, трепещет в руке и своим теплом пытается согреть ладони». Яшин не оставил семью (у него было четверо детей). Последнее их свидание произошло в больнице, когда Тушнова находилась уже на смертном одре. Яшин скончался через три года, тоже от рака.
Последняя книга Тушновой «Сто часов счастья» представляет собой дневник этой любви, написанный уже тяжело больной поэтессой.

## Память
Судьбе и творчеству поэтессы посвящена одна из серий авторской программы Льва Аннинского «Засадный полк» (2008) телеканала «Культура». Есть также документальный фильм «Вероника Тушнова и Александр Яшин» из цикла «Больше, чем любовь».
Памяти Вероники Тушновой посвятила свои стихи Юлия Друнина.
Решением Казанской городской думы от 4 марта 2015 года № 26-41 одна из улиц посёлка Салмачи была названа улицей Вероники Тушновой.

## Творчество

### Изданные сборники стихов
- 1945 — «Первая книга».
- 1954 — «Пути-дороги».
- 1956 — «Дорога на Клухор».
- 1958 — «Память сердца».
- 1961 — «Второе дыхание».
- 1963 — «Лирика».
- 1969 — «Лирика».
- 1965 — «Сто часов счастья».

### Песни на стихи Вероники Тушновой
- «А знаешь, всё ещё будет!..» (муз. Марка Минкова) — исп. Алла Пугачёва и Кристина Орбакайте
- «Вспоминай меня» («Я прощаюсь с тобою…») (муз. Вячеслава Добрынина) — исп. София Ротару, Алла Пугачёва, Ирина Аллегрова
- «Не отрекаются, любя» (муз. Марка Минкова; впервые песня прозвучала в исполнении драматической актрисы в спектакле Театра им. А. С. Пушкина «Мужчины, носите мужские шляпы» (1976) по пьесе А. Хмелика, автором музыки к которому был М. Минков) — исп. Александр Градский, Алла Пугачёва[21], Татьяна Буланова (Старые песни о главном 3), Дима Билан, Сергей Галанин
- «Миллион лет до нашей эры» (муз. Давида Тухманова) — исп. Давид Тухманов и группа «Москва» (альбом «НЛО»)
- «Мельница» (муз. Виктора Мельникова) — исп. Виктор Мельников
- «Напутствие» («Ну что же, можешь покинуть…») (муз. Евгения Артамонова) — исп. Лилия Толмачёва
- «Ну, пожалуйста!» (муз. Александра Дулова) — исп. Александр Дулов, Галина Хомчик и Елена Фролова
- «Сколько дней» (муз. Луизы Хмельницкой) — исп. Инна Разумихина
- «Сто часов счастья» (муз. Константина Орбеляна) — исп. Алла Пугачёва, Ирина Отиева, Эрна Юзбашян, Тамара Гвердцители
- «Бессонница» (муз. Давида Тухманова) — исп. София Ротару
- «Без обещаний жизнь печальней» (муз. Никиты Янощука, к/ф «Обучаю игре на гитаре») — исп. Алина Сергеева
- «И никто не знает» (муз. Давида Тухманова) — исп. Валентина Толкунова
- «Что-то мне недужится» (муз. Виктора Берковского) — исп. Виктор Берковский, Лидия Чебоксарова
- «Она здесь» (муз. Брендон Стоун) – исп. Диана Анкудинова